# 기리 (유튜버)
기리는 대한민국의 종합 게임 유튜버이다. 2020년에 실버 버튼을 받았다.

## 수상
- 유튜브 골드버튼
- 유튜브 실버버튼

## 플레이하는 게임
- 로블록스
- 포켓몬 GO
- 포켓몬스터 소드·실드
- 마인크래프트
- 프라이데이 나이트 펑킨
- 슈퍼 마리오 오디세이
- 슈퍼 마리오 퓨리월드
- 귀멸의 칼날
- 아크 서바이벌 이볼브드

## 같이 보기
- 유튜버